# Achter-Rijn
De Achter-Rijn (Duits: Hinterrhein, Reto-Romaans: Rain posteriur) is een van de twee bronrivieren van de Rijn. Het is een gletsjerrivier, die begint aan de voet van de Paradiesgletsjer in de Adula-Alpen bij de San Bernardinopas in het Zwitserse kanton Graubünden. De lengte bedraagt 57,3 km.
De rivier stroomt aanvankelijk in oostelijke richting en buigt bij de Roflakloof af naar het noorden. Het hoogst gelegen traject heet het Rheinwald. Splügen is hier de grootste plaats. Na de Roflakloof volgt het dal Schons (ook: Schams) en voorbij Thusis het dal Domleschg. Tussen Schons en Domleschg ligt een tweede kloof, de Viamala-kloof. Met de naam Via Mala (Latijn voor slechte weg) wordt ook de historische weg langs de rivier aangeduid: deze Alpenroute stond bekend als riskant.
Thusis is de grootste plaats aan de Achter-Rijn. Hier bevindt zich de monding van de Albula, de voornaamste zijrivier.
De Achter-Rijn komt bij Reichenau ten westen van Chur samen met de Voor-Rijn en vormt daar de Rijn.
- Gemeinsame Normdatei: 4024976-1
- Library of Congress Control Number: n2009018097
- Virtual International Authority File: 137437945